# Wendy (musicienne)
Pour les articles homonymes, voir Wendy.
Wendy, de son vrai nom Sidbeniwendé Stéphanie Nikiéma, est une artiste burkinabè, chanteuse et comédienne, née dans le 13e arrondissement de Paris . Elle est lauréate à deux reprises du Kundé de la meilleure artiste féminine, en 2009 et 2016.

## Biographie
Originaire de Tanghin Dassouri, Wendy commence la musique dès son jeune âge, dans un environnement multiculturel. Pendant ses années scolaires, elle suit des cours de chant et de chorégraphie, participe à des concours, à des nuits culturelles et à des ballets. Dans les années 1990, elle rejoint le groupe Attentat comme rappeuse et chanteuse, sous les pseudonymes Miss Fanny puis Soldat Stephy. Elle reste dans le groupe jusqu’à sa dissolution, puis interrompt sa carrière pour approfondir sa formation artistique. En parallèle, elle apparaît dans plusieurs productions cinématographiques, notamment Vis-à-visd'Abdoulaye Dao, Moolaadé de Sembène Ousmane et Jeune branché de Issouf Tapsoba.  Elle suit ensuite une formation vocale au Centre culturel de Bobo-Dioulasso, encadrée par le chanteur lyrique camerounais Jacques-Greg Belobo.

## Carrière musicale
En 2009, Wendy enregistre son premier album Gal-Yam « Mûrir en sagesse », comprenant dix-huit titres aux influences blues, slow, R&B, soul et warba, produit par Merveilles Production. Ce projet est présenté dans plusieurs pays, avec notamment une prestation au Niger à l’occasion du cinquantenaire de l’indépendance du Burkina Faso et un concert en France au Centre culturel La Chaufferie de Grenoble. En 2010, elle se produit au Sénégal à l’invitation de l’Amicale des travailleurs de la BCEAO. En 2011, elle prend part aux célébrations des trente ans de l’AFDI au Mans, en France. En 2012, elle se produit au Monument National de Montréal lors des Journées culturelles et économiques burkinabè du Canada. En 2013, elle intervient lors du dîner-gala de l’Association Burkina Nouveau et au Titan Night Club de Paris. En 2015, elle participe à l’événement Allonnes fête l’Afrique en France, aux côtés de Bonsa ainsi que de Toumani et Sidiki Diabaté, et donne une prestation au Togo pour la fête de l’indépendance. Cette même année, elle sort un maxi-album de cinq titres intitulé Championnat.

## Carrière théâtrale
En 2013, elle interprète un rôle dans Une nuit à la présidence, pièce de Louis Martinelli créée à Nanterre, présentée en tournée en Europe et en Afrique de l’Ouest. En 2014, elle joue dans Sindi du dramaturge burkinabè Aristide Tarnagda, lors des Récréâtrales.

## Discographie

### Albums studio
- 2009 : Gal-Yam (Mûrir en sagesse), 18 titres

### Maxi / EP
- 2015 : Championnat, 5 titres

## Distinctions
- 2016 : Kundé de la meilleure artiste féminine
- 2012 : 2e prix du Burkina Consortium (catégorie trio gagnant)
- 2010 : Chevalier de l’Ordre du Mérite des Arts et de la Communication, agrafe Musique et Danse
- 2009 : Kundé de la meilleure artiste féminine
- 2009 : Disque d’or (SAGA Music et BM Export).

## Engagements
Wendy est engagée dans la promotion des droits des femmes et des enfants. Elle est ambassadrice de l’ONG Alive & Thrive, qui œuvre pour l’allaitement maternel exclusif.